# NGC 3196
NGC 3196 je galaksija u zviježđu Lavu.

## Vanjske poveznice
- SEDS: NGC 3196